# Zhao Jie
Zhao Jie (chinesisch 赵杰; * 13. Oktober 2002 in Kunshan) ist eine chinesische Leichtathletin, die sich auf den Hammerwurf spezialisiert hat und in dieser Disziplin 2023 Asienmeisterin wurde. Zudem gewann sie 2024 die Bronzemedaille bei den Olympischen Spielen in Paris.

## Sportliche Laufbahn
Erste internationale Erfahrungen sammelte Zhao Jie im Jahr 2022, als sie bei den Weltmeisterschaften in Eugene mit einer Weite von 68,18 m in der Qualifikationsrunde ausschied. Im Jahr darauf siegte sie bei den Asienmeisterschaften in Bangkok mit 69,39 m. Bei den Weltmeisterschaften in Budapest erreichte sie mit einer Weite von 70,29 m den zehnten Platz im Hammerwurf. Anschließend gewann sie bei den Asienspielen in Hangzhou mit 69,44 m die Silbermedaille hinter ihrer Landsfrau Wang Zheng. 2024 nahm sie an den Olympischen Sommerspielen in Paris teil und gewann dort mit 74,27 m im Finale die Bronzemedaille hinter der Kanadierin Camryn Rogers und Annette Echikunwoke aus den Vereinigten Staaten. Im Jahr darauf siegte sie mit 72,80 m bei den World University Games in Bochum.
2024 wurde Zhao chinesische Meisterin im Hammerwurf.